# Fähre Full–Waldshut

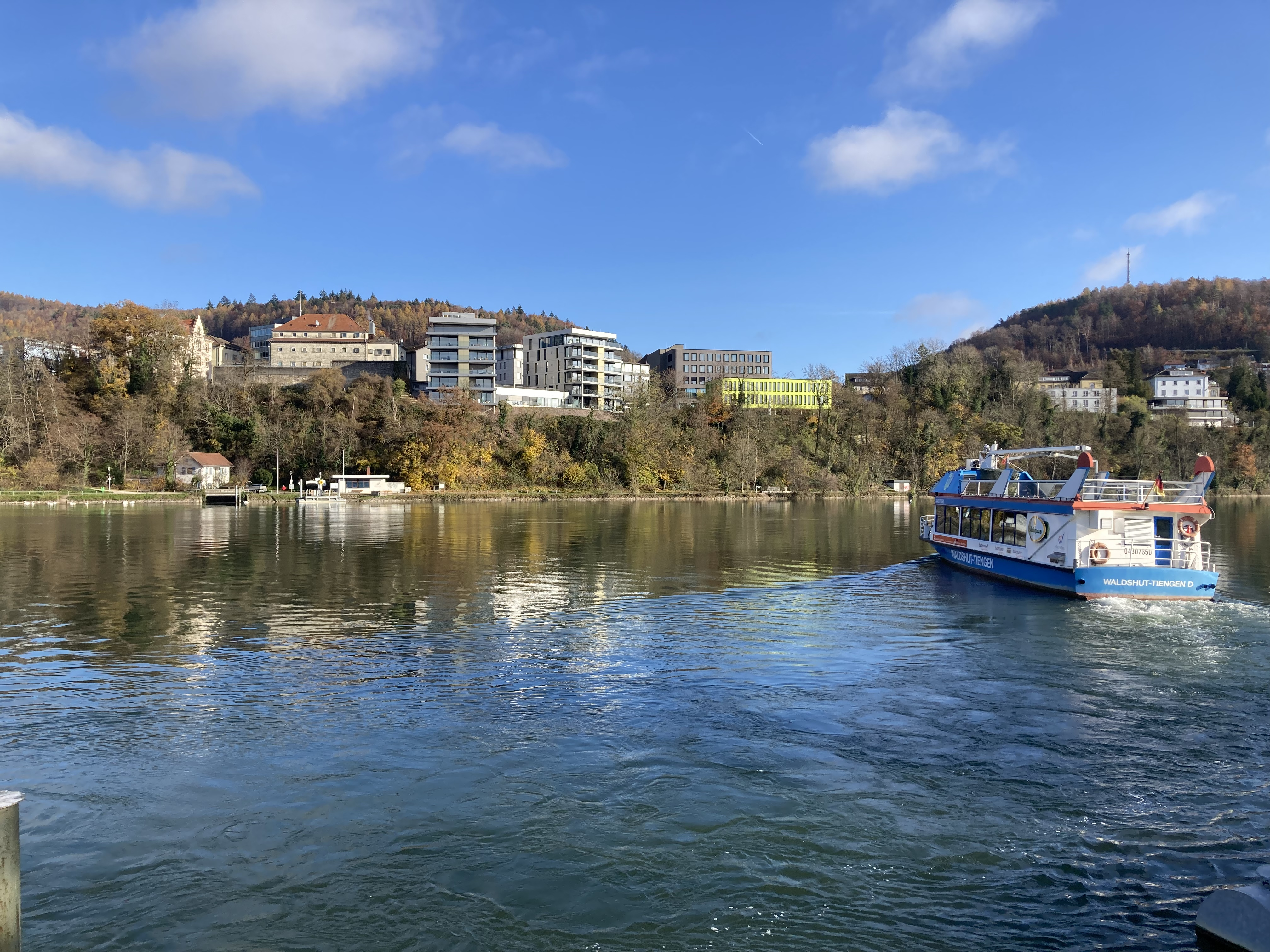
Rheinfähre Waldshut-Full (2022)

Die Fähre Full–Waldshut ist eine internationale Personenfähre auf dem Hochrhein und verkehrt zwischen dem Weiler Jüppen, Gemeinde Full-Reuenthal (Schweiz) und Waldshut (Deutschland). 
Die Fährverbindung existiert seit dem 14. Jahrhundert. Das heute eingesetzte Fahrgastschiff wird durch die Stadtwerke Waldshut-Tiengen betrieben. Es werden auch Rundfahrten auf dem hier durch das Rheinkraftwerk Albbruck-Dogern angestauten Rhein angeboten. Die stromaufwärts nächste Fährverbindung bestand einst zwischen Koblenz AG und Fährhaus.